# Poikkitievanjärvi
Poikkitievanjärvi är en sjö i Kiruna kommun i Lappland och ingår i Torneälvens huvudavrinningsområde. Sjön har en area på 0,148 kvadratkilometer och ligger 310,2 meter över havet.

## Delavrinningsområde
Poikkitievanjärvi ingår i det delavrinningsområde (753008-177085) som SMHI kallar för Utloppet av Vaikkojärvi. Medelhöjden är 315 meter över havet och ytan är 20,74 kvadratkilometer. Räknas de 9 avrinningsområdena uppströms in blir den ackumulerade arean 108,27 kvadratkilometer. Vaikkojoki som avvattnar avrinningsområdet har biflödesordning 3, vilket innebär att vattnet flödar genom totalt 3 vattendrag innan det når havet efter 326 kilometer. Avrinningsområdet består mestadels av skog (49 procent) och sankmarker (33 procent). Avrinningsområdet har 3,55 kvadratkilometer vattenytor vilket ger det en sjöprocent på 17,1 procent.